# Brezojevica
Brezojevica este un sat din comuna Plav, Muntenegru. Conform datelor de la recensământul din 2003, localitatea are 947 de locuitori (la recensământul din 1991 erau 943 de locuitori).

## Demografie
În satul Brezojevica locuiesc 667 de persoane adulte, iar vârsta medie a populației este de 35,8 de ani (34,5 la bărbați și 37,0 la femei). În localitate sunt 277 de gospodării, iar numărul mediu de membri în gospodărie este de 3,42.
Această localitate este populată majoritar de sârbi (conform recensământului din 2003).
|  |

| Demografie | Demografie | Demografie |
| An         | Locuitori  | Locuitori  |
| ---------- | ---------- | ---------- |
|            |            |            |
|            |            |            |
|            |            |            |
|            |            |            |
| 1948       | 547        |            |
| 1953       | 915        |            |
| 1961       | 1039       |            |
| 1971       | 1085       |            |
| 1981       | 1008       |            |
| 1991       | 943        | 933        |
| 2003       | 1035       | 947        |

| \| Componența etnică conform recensământului din 2003[2] \| Componența etnică conform recensământului din 2003[2] \| Componența etnică conform recensământului din 2003[2] \| Componența etnică conform recensământului din 2003[2] \| Componența etnică conform recensământului din 2003[2] \| \| ----------------------------------------------------- \| ----------------------------------------------------- \| ----------------------------------------------------- \| ----------------------------------------------------- \| ----------------------------------------------------- \| \| \| \| \| \| \| \| Sârbi \| Sârbi \| \| 679 \| 71,7% \| \| Muntenegreni \| Muntenegreni \| \| 141 \| 14,88% \| \| Bosniaci \| Bosniaci \| \| 100 \| 10,55% \| \| Musulmani \| Musulmani \| \| 22 \| 2,32% \| \| Croați \| Croați \| \| 1 \| 0,1% \| \| Albanezi \| Albanezi \| \| 1 \| 0,1% \| \| necunoscută \| necunoscută \| \| 1 \| 0,1% \| |              |  |     |        |
| Componența etnică conform recensământului din 2003 |              |  |     |        |
| |              |  |     |        |
| Sârbi | Sârbi        |  | 679 | 71,7%  |
| Muntenegreni | Muntenegreni |  | 141 | 14,88% |
| Bosniaci | Bosniaci     |  | 100 | 10,55% |
| Musulmani | Musulmani    |  | 22  | 2,32%  |
| Croați | Croați       |  | 1   | 0,1%   |
| Albanezi | Albanezi     |  | 1   | 0,1%   |
| necunoscută | necunoscută  |  | 1   | 0,1%   |